# El Problema
«El Problema» — песня российских хип-хоп-исполнителей Моргенштерна и Тимати, выпущенная 18 сентября 2020 года и спродюсированная Slava Marlow.

## Предыстория
4 июля 2020 года музыкальный продюсер Slava Marlow совместно с Моргенштерном выпустили видеоролик на YouTube, в котором Слава предложил Тимати спродюсировать трек, а Моргенштерн написать текст и заняться раскруткой песни. Главным условием сотрудничества является то, что песня не должна подвергаться никаким изменениям.
6 июля 2020 года Тимати опубликовал видеоролик на YouTube, в котором принял предложение артистов, но с условием, что они примут участие в клипе на песню по сценарию Тимати без права изменений в клипе с их стороны, а также в клипе будет такое количество рекламы, сколько пожелает Тимати.
20 августа 2020 года в интернете появились публикации о том, что Слава, Алишер и Тимати находятся в Сочи на съёмках. Среди локаций было казино.
22 августа 2020 года Моргенштерн и Слава опубликовали ответ на видеоролик Тимати, в котором приняли его условия.
2 сентября 2020 года на YouTube-канале Slava Marlow вышел видеоролик о том, как прошёл визит Тимати в гости к Моргенштерну и Славе, где и был записан сингл.
17 сентября 2020 года песня просочилась в сеть. В ночь с 17 на 18 сентября состоялся её официальный релиз.
5 октября 2020 года Slava Marlow и Моргенштерн опубликовали видеоролик на YouTube, в котором они раскрыли «главный секрет» песни. В бас песни был добавлен звук флатуленции в исполнении Моргенштерна. По заверению музыкантов, Тимати не знал о данной особенности бита. Позднее видео было скрыто с канала Славы, вместо него 7 октября 2020 года было опубликовано совместное извинение Славы и Моргенштерна. Тем не менее, уже 6 октября Тимати и Моргенштерн вместе исполнили эту песню на дне рождения известного блогера Валерии Чекалиной, а 6 ноября 2020 года вышел совместный релиз трека Тимати и ST в формате студийного дневника, в котором Тимати, говоря о перезапуске карьеры, упоминает и случай с пуком в треке «El Problema» как об одном из поворотных моментов.

## Музыка
Песня была спродюсирована российским музыкальным продюсером Slava Marlow. В песне используются элементы электронных битов, 808-е басы и скрипка, которая была использована по просьбе Тимати, поскольку он закончил музыкальную школу по классу скрипки.

## Музыкальное видео
18 сентября 2020 года состоялась премьера официального видеоклипа на песню, срежиссированного Зауром Засеевым (Hoodyakov production). По договорённости между исполнителями, клип был снят по желанию Тимати, без возможности внесения изменений со стороны Моргенштерна, а также с обилием рекламы по усмотрению Тимати.
В музыкальном видео имелось множество рекламы, которая, как указано конце видеоклипа, принесла музыкантам 50 000 000 рублей «ещё до его выхода». Среди брендов в видео, был «Башспирт», который летом провёл тендер на рекламу в клипе с стартовой суммой в 8,1 млн. рублей.

## Награды и номинации
| Год  | Премия | Категория    | Результат | Прим.  |
| ---- | ------ | ------------ | --------- | ------ |
| 2021 | Муз-ТВ | Лучшее видео | Победа    | [ 17 ] |

## Чарты
| Чарт (2020)               | Высшая позиция |
| ------------------------- | -------------- |
| Мир (ВКонтакте)           | 1              |
| Мир (Genius)              | 1              |
| Мир (Яндекс.Музыка)       | 1              |
| Россия (Яндекс.Музыка)    | 1              |
| Россия (Shazam)           | 5              |
| Россия (Google Play)      | 10             |
| Украина (YouTube Music)   | 5              |
| Россия (YouTube Music)    | 10             |
| Латвия (YouTube Music)    | 11             |
| Россия (iTunes)           | 1              |
| Украина (iTunes)          | 1              |
| Казахстан (iTunes)        | 2              |
| Молдова (iTunes)          | 5              |
| Чехия (iTunes)            | 27             |
| Латвия (iTunes)           | 35             |
| Камбоджа (iTunes)         | 100            |
| Эстония (iTunes)          | 104            |
| Великобритания (iTunes)   | 1197           |
| Эстония (Apple Music)     | 1              |
| Казахстан (Apple Music)   | 1              |
| Киргизия (Apple Music)    | 1              |
| Латвия (Apple Music)      | 1              |
| Литва (Apple Music)       | 1              |
| Молдова (Apple Music)     | 1              |
| Россия (Apple Music)      | 1              |
| Таджикистан (Apple Music) | 1              |
| Украина (Apple Music)     | 1              |
| Армения (Apple Music)     | 2              |
| Азербайджан (Apple Music) | 2              |
| Туркмения (Apple Music)   | 2              |
| Польша (Apple Music)      | 13             |
| Кипр (Apple Music)        | 19             |
| Чехия (Apple Music)       | 52             |
| Финляндия (Apple Music)   | 57             |
| Болгария (Apple Music)    | 94             |
| Германия (Apple Music)    | 437            |